# Ośrodek Dokumentacji Zabytków
Ośrodek Dokumentacji Zabytków – instytucja założona w 1962 roku w Warszawie, która podlegała Ministerstwu Kultury i Sztuki, miała na celu inwentaryzację i dokumentację zabytków architektury, urbanistyki i zabytków ruchomych. Ośrodek wydaje pisma: „Ochrona Zabytków”, „Teka Konserwatorska”, „Muzealnictwo” i serię Biblioteka Muzealnictwa i Ochrony Zabytków. Działała do 2002 roku.

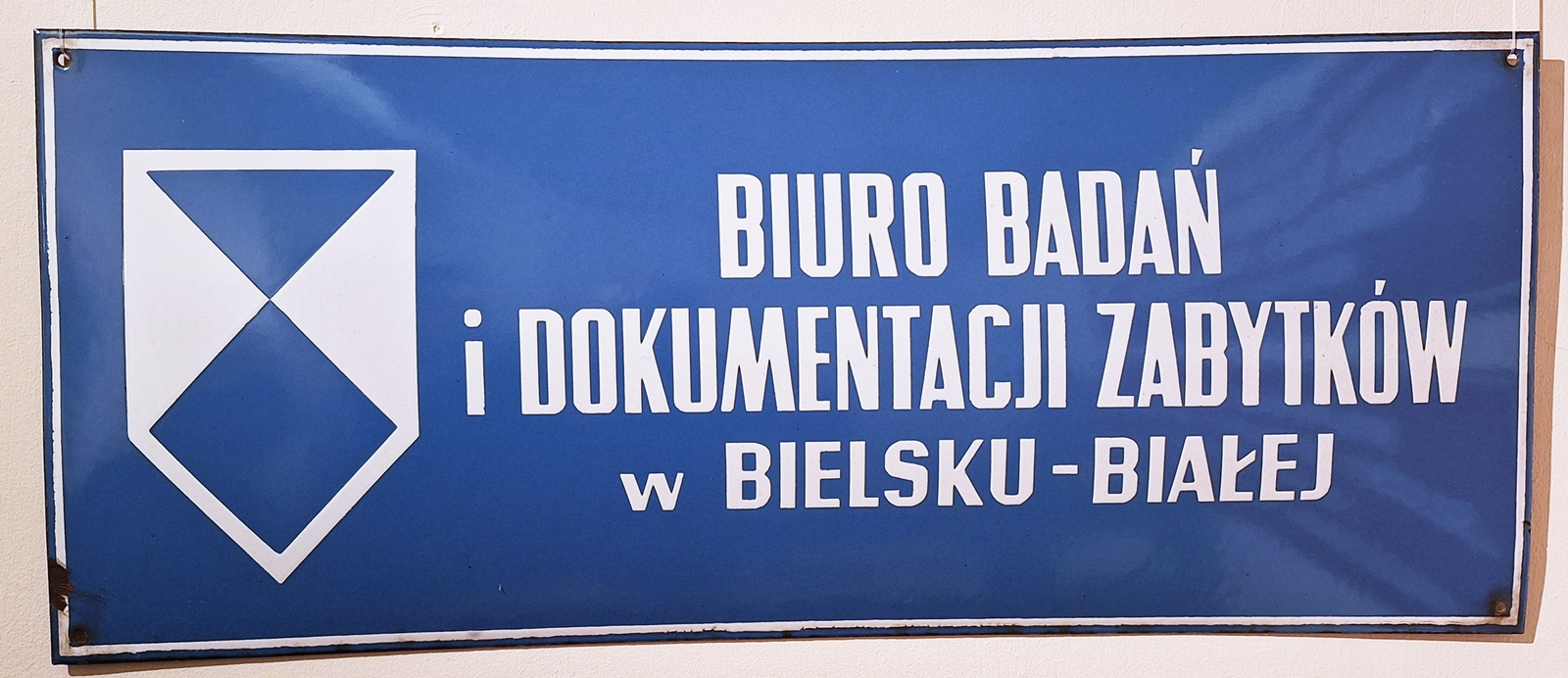
Dawny szyld "Biura badań i dokumentacji zabytków w Bielsku-Białej"

Dnia 14 października 2002 roku utworzono Krajowy Ośrodek Badań i Dokumentacji Zabytków poprzez połączenie Ośrodka Dokumentacji Zabytków i Ośrodka Ochrony Zabytkowego Krajobrazu. Tenże Ośrodek od 1 stycznia 2011 zastąpiono Narodowym Instytutem Dziedzictwa.